# 札幌市役所
札幌市役所（さっぽろしやくしょ）は、地方公共団体である札幌市の執行機関としての事務を行う施設（役所）である。職員数は14,305人（2013年4月1日）。

## 概要
- 1965年3月に閉校した中央創成小学校の旧校舎跡地に札幌オリンピック前年の1971年（昭和46年）に工事費約40億円をかけ完成した。独自の庁舎を持つ区役所、交通局、消防局、企業局を除いた札幌市の市長部局のほとんどが完成の際に本庁舎に移転し事務室を置くが、手狭なことから子ども未来局やスポーツ局など一部部局の事務室は近隣民間ビルの一部フロアを間借して事務室を置いている。
- 完成当時は札幌市で最も高いビルだった。
- 市役所庁舎の他、市内各区には区役所も設置されている。

## アクセス
- JR札幌駅南口から徒歩15分。
- 地下鉄大通駅（南北線N07/東西線T09/東豊線H08）から徒歩1分。
  - 地下鉄「31番出口」の向かい側に、市役所本庁舎前に出られるエスカレーターがあり。

## 業務時間
- 月曜日から金曜日の8時45分から17時15分（土曜日・日曜日・祝日・年末年始はお休み）

## 各階にある主な施設
地下1階は大食堂があり、職員はもちろん、多くの市民も利用している。1階は島義勇の銅像があり、ロビーではコンサートが毎月1回程度の割合で開催される。19階（最上階）は展望回廊となっており、市民も無料で入場することが可能（冬期間は閉鎖。また、悪天候で閉鎖することもある）。また、同じく19階にはかつて茶室があったが、現在は会議室等に改装されており、茶室があった面影はない。市民の間でもかつて市役所に茶室があったことはあまりよく知られていない。
1階南面には庭園が整備されている。
庁舎
| 階  | 北 側 | 南 側 |
| --- | --- | --- |
| 19F | 展望回廊19 | 展望回廊、天空スペーススカイブルー |
| 18F | 第一常任委員会会議室、第二常任委員会会議室、第三常任委員会会議室、第二特別委員会会議室、特別傍聴席                                                   | 第四常任委員会会議室、傍聴席、市政記者室、レストランライラック |
| 17F | 議場、民主党・市民連合議員控室、自由民主党議員控室、市民ネットワーク北海道議員控室、自民維新の会議員控室、説明員控室                                 | 公明党議員控室、日本共産党議員控室、市政改革クラブ議員控室 |
| 16F | 第一特別委員会会議室、議会運営委員会会議室、議員応接室、議会図書室                                                                                   | 議長、副議長、議会事務局長、次長・総務課・調査課・議事課、議長応接室 |
| 15F | 経済局長、産業振興部長・経済企画課・産業振興課、雇用推進部長・雇用推進課、農政部長・農政課、農業委員会委員室、農業委員会事務局長・次長、札幌物産協会 | 財政局理事、議員会議室、記者会見室、札幌市職員共済組合・共済担当部長、札幌市オンブズマン室、オンブズマン事務局長・オンブズマン事務局 |
| 14F | 市職員組合、市労働組合、（財）入札室、会議室 | 管財部長・管財課・契約管理課、市労連、医務室・休養室 |
| 13F | 清掃事業担当部長・施設担当部長・業務課・事業廃棄物課・施設管理課・施設整備課、経済局分室                                                             | 市民まちづくり局理事、地域振興部長・市民自治推進室長・区政課・市民自治推進課、市民生活部長・消費者センター・アイヌ施策課・男女共同参画課、市民憲章推進会議、日本赤十字社札幌市地区本部、交通安全運動推進委員会、札幌市自衛隊協力会事務局 |
| 12F | 大会議室、危機管理対策室分室 | 環境局長、環境事業部長・総務課・企画課・ごみ減量推進課、環境都市推進部長・エネルギー担当部長・推進課・環境対策課・エネルギー対策課、環境情報センター                                                                                     |
| 11F | 総務局長、職員部長・人事課・職員健康管理課・勤労課、税政部長・税制課・納税指導課                                                                     | 財政局長、財政部長・総務資金課・財政課、広報部長・広報課、市政記者室 |
| 10F | 行政部長・総務課、秘書部長・連絡調整担当部長・秘書課、国際部長・交流課、世界冬の都市市長会事務局、自治体国際化協会、包括外部監査人室                 | 市長、副市長、市長応接室 |
| 9F  | 建築部長・工事担当部長・建築企画課・建築工事課 | 市政推進室長、市政推進部長・推進課、工事管理室長・工事管理室、設備担当部長・電気設備課・機械設備課 |
| 8F  | 雪対策室長・計画課・事業課、道路工事担当部長・工事課                                                                                                 | 土木部長・業務課・道路課、創成・駅前整備担当部長 |
| 7F  | 開発調整担当部長・再開発課、管理測量課、危機管理局長、危機管理部長・危機管理課                                                                       | 都市局長、市街地整備部長・住宅担当部長・総務課・住宅課 |
| 6F  | 維持担当部長・財務企画担当部長・道路維持課・企画課、北会議室                                                                                         | 建設局長、管理部長・総務課・道路管理課・道路認定課 |
| 5F  | 都市計画部長・都市計画課・地域計画課、総合交通計画部長・公共交通担当部長・交通企画課・交通計画課                                                     | 市民まちづくり局長◆企画部長・新幹線推進室長・都心まちづくり推進室長・統計課・企画課・調整課・都心まちづくり課、企画部サテライト |
| 4F  | 選挙管理委員会委員室、選挙管理委員会事務局長・選挙課、人事委員会委員室、人事委員会事務局長・次長・調査課・任用課、大気汚染測定室                     | 監査指導室長・監査指導課、保険医療部長・収納対策後期高齢担当部長・保険年金課、文化部長・市民文化課 |
| 3F  | 保健福祉局長、総務部長・総務課・保護指導課、保健福祉部長・高齢福祉課・介護保険課                                                                     | 会計管理者（会計室長）、次長・会計管理課・出納課、障がい福祉担当部長・障がい福祉課、会議室 |
| 2F  | 行政情報課（市政刊行物コーナー）、納税指導課（税の証明窓口）、戸籍住民課（住基カード・住居表示）、観光文化局長、観光部長・観光企画課◆札幌観光協会    | 宅地課、建築指導部長・建築調整担当部長・管理課・建築確認課・道路確認課・建築安全推進課 |
| 1F  | 庁舎管理課（管理係・施設係）、市民の声を聞く課、北洋銀行札幌市役所支店                                                                               | 市民ホール、案内席、元気カフェ |
| B1F | 防災センター、文書集配センター、売店 | 庁舎管理課（車両管理係）、運転手詰所、車庫、食堂、会議室、ATMコーナー（北海道銀行・北海道労働金庫） |
| B2F | 文書庫、中央監視盤室 | 印刷センター、マイクロ写真室、用品庫 |

## 区役所
札幌市内各区には下記の区役所が設置されている。

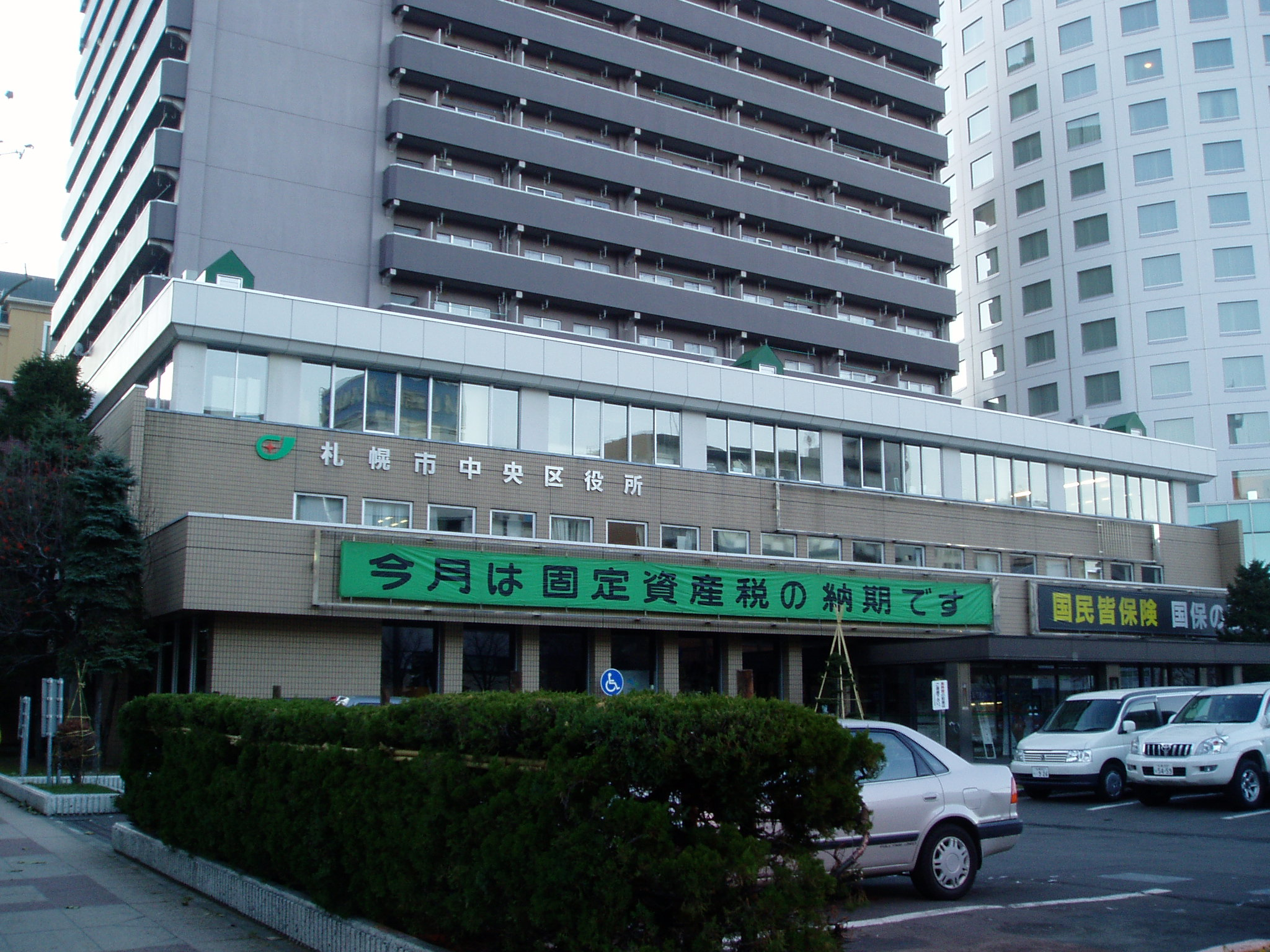
中央区役所（中央区南3条西11丁目330番地2）
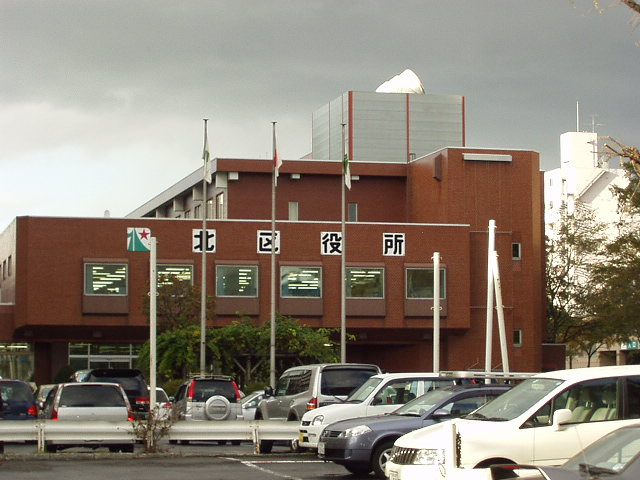
北区役所（北区北24条西6丁目1番1号）
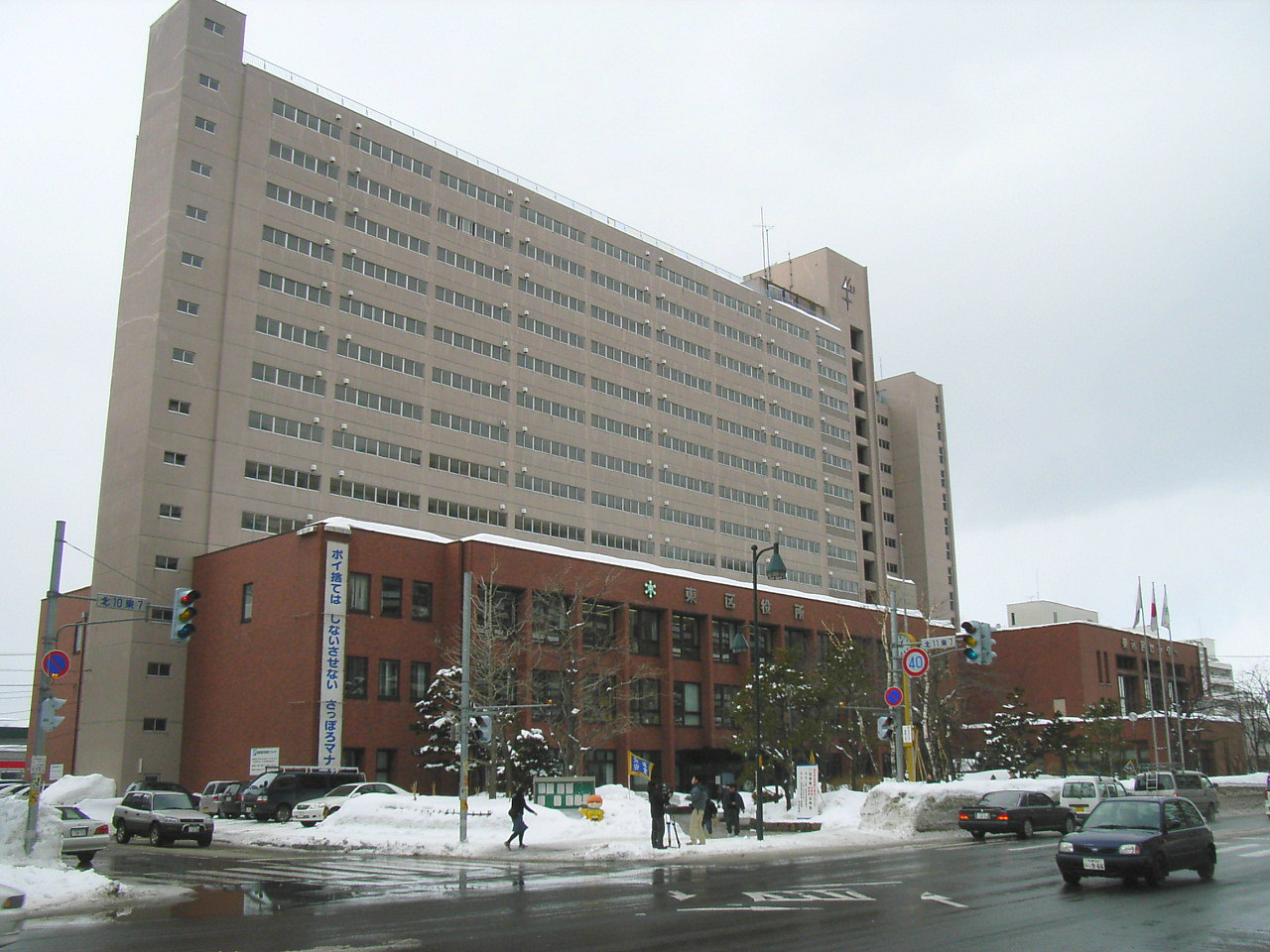
東区役所（東区北11条東7丁目1番地）
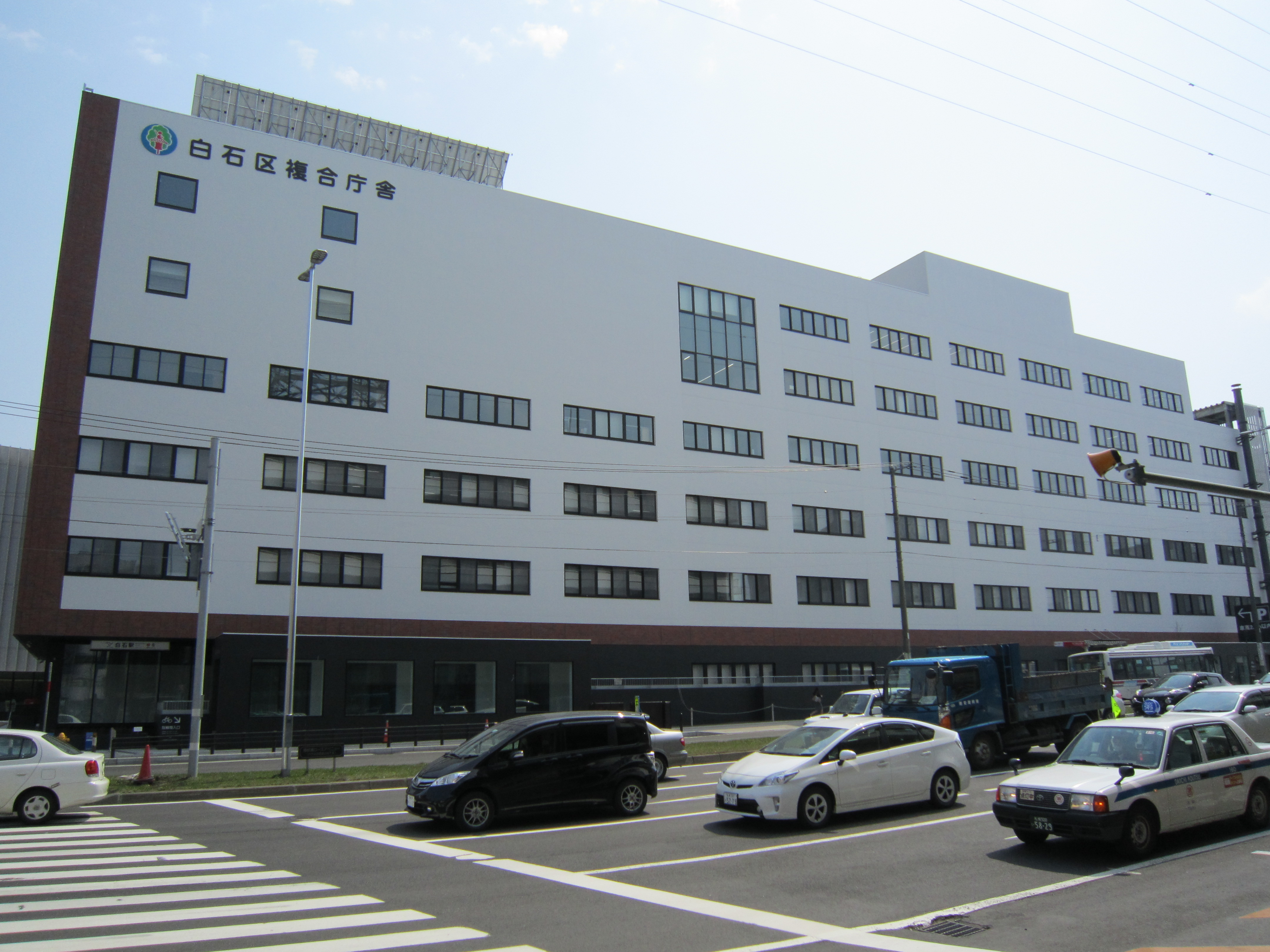
白石区役所（白石区南郷通1丁目南8番1号）
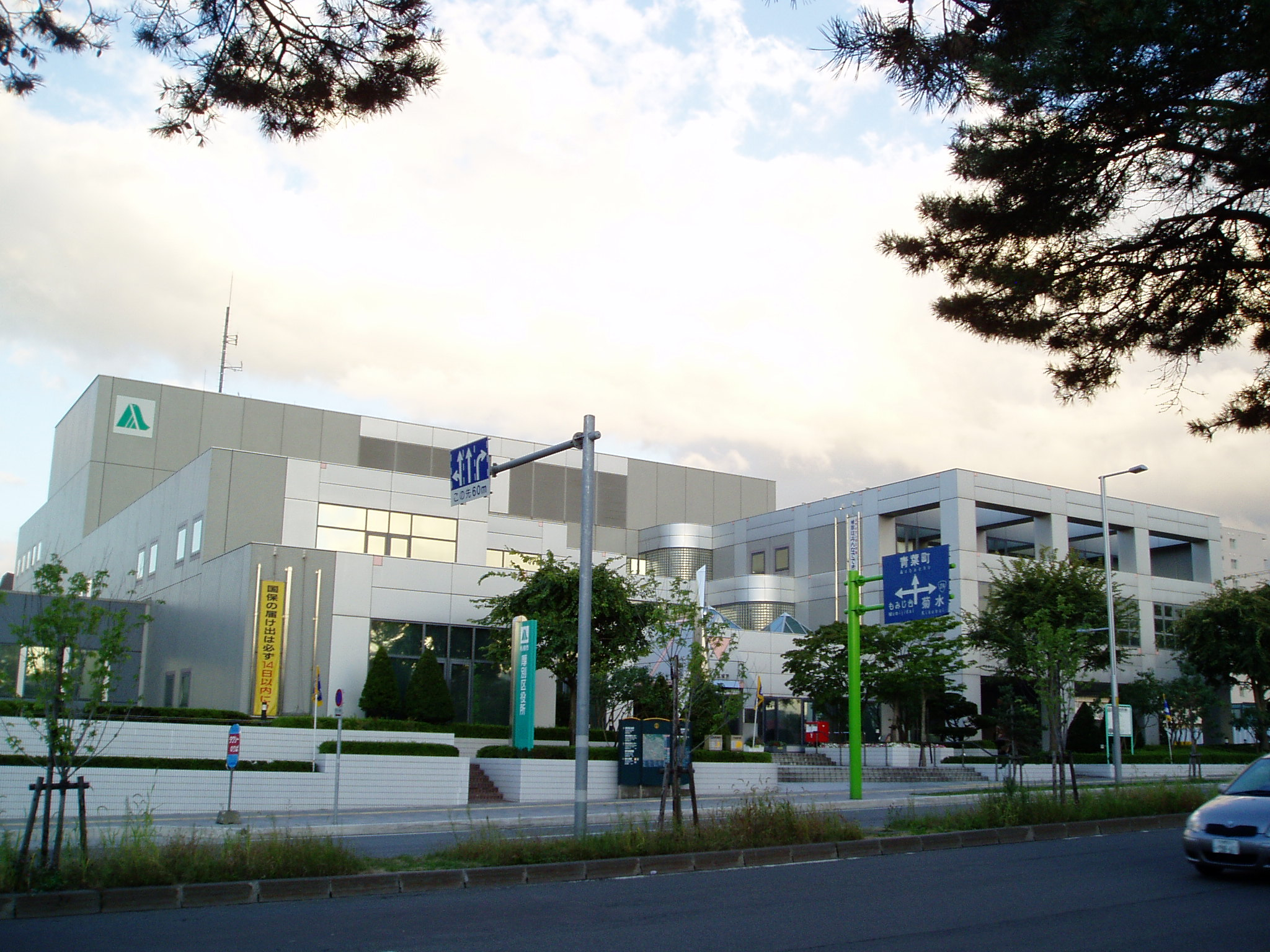
厚別区役所（厚別区厚別中央1条5丁目3番2号）
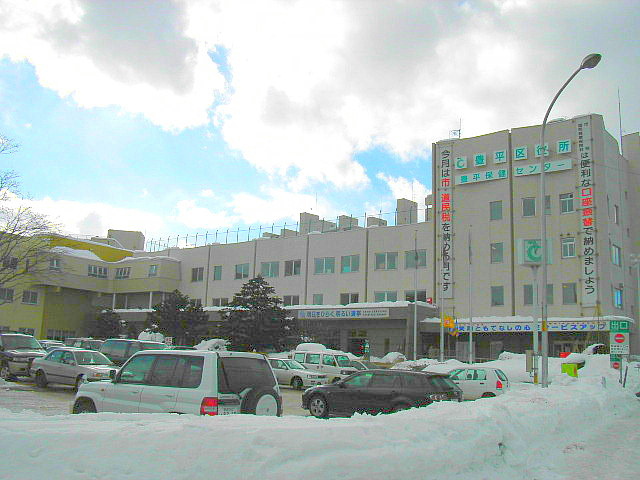
豊平区役所（豊平区平岸6条10丁目1番1号）
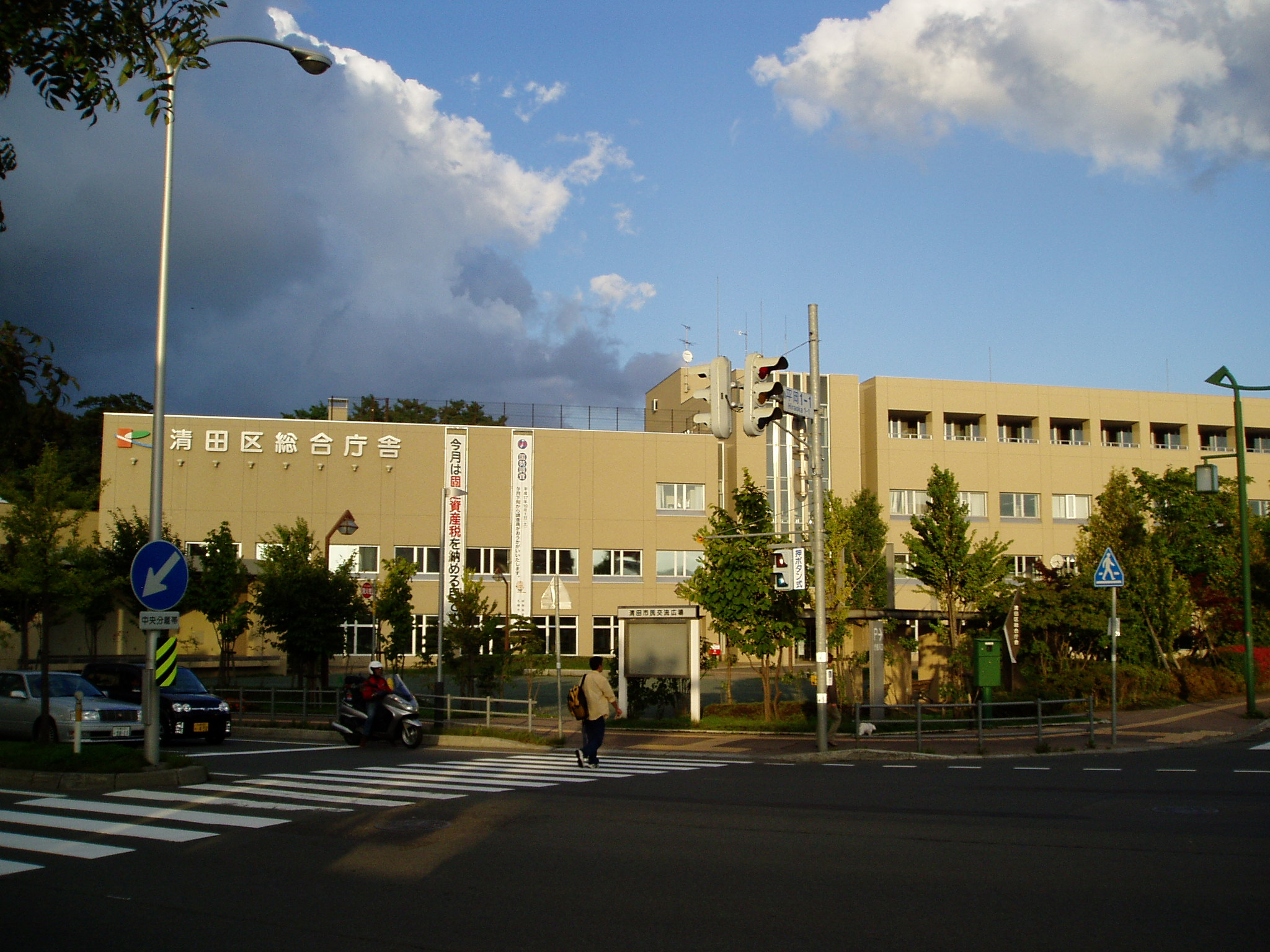
清田区役所（清田区平岡1条1丁目2番1号）
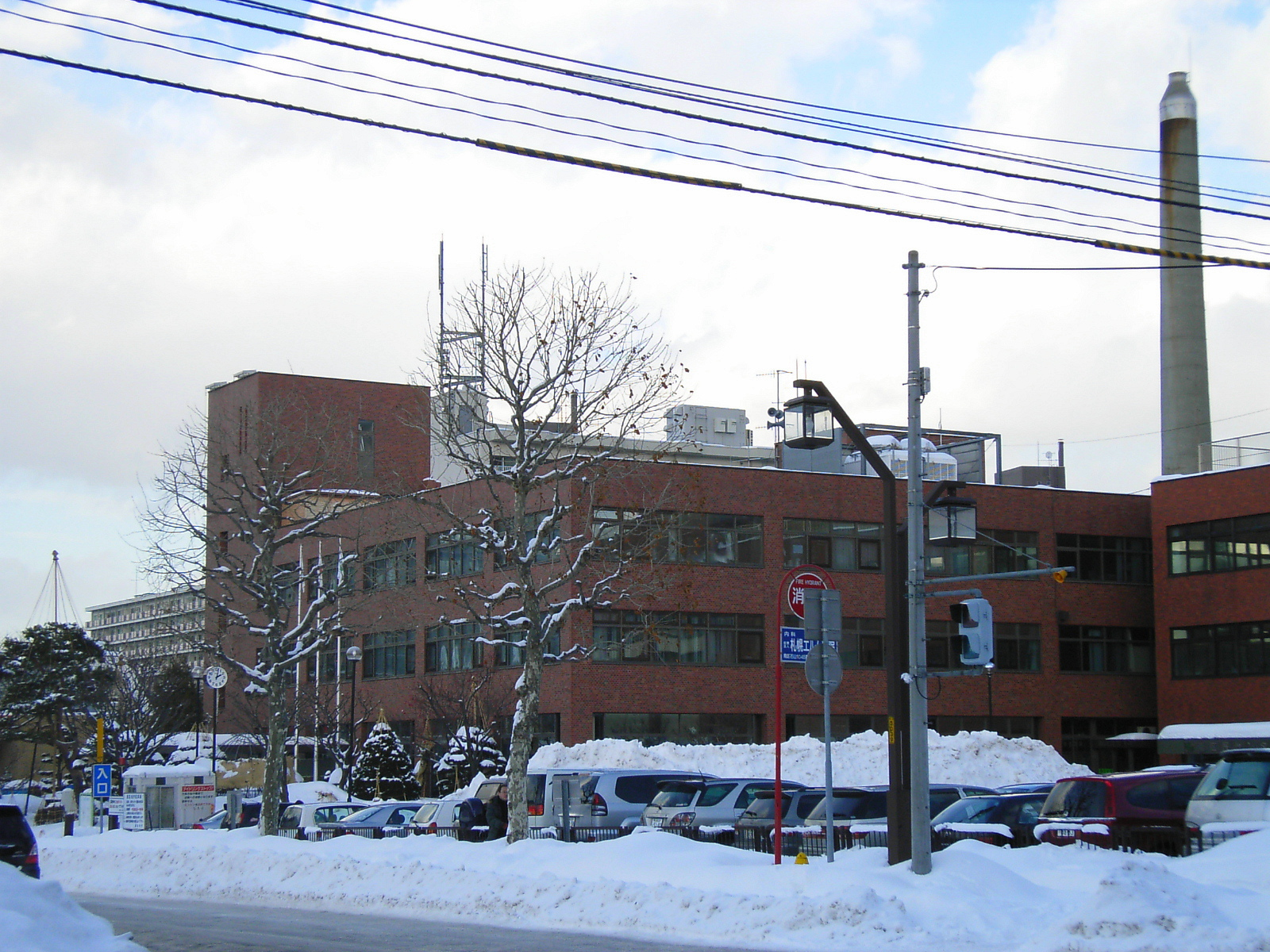
南区役所（南区真駒内幸町2丁目2番1号）
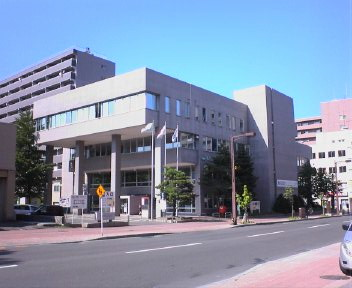
西区役所（西区琴似2条7丁目1番1号）
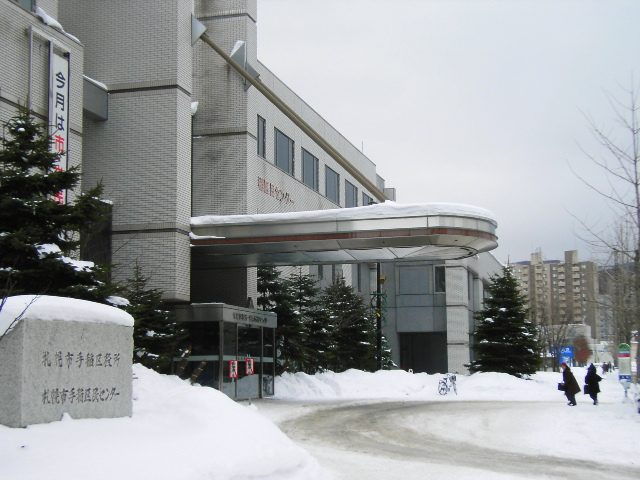
手稲区役所（手稲区前田1条11丁目1番10号）

## 疑惑
2014年12月25日、札幌市は「アイヌ施策課の複数の職員が、アイヌに関する出版事業において、官製談合の疑いがある」と発表した。官製談合の疑いがあるのは、「札幌市アイヌ文化交流センターを紹介するパンフレット、アイヌ文様のタペストリーを紹介するパンフレット、市内の小学生に配布する人権啓発用のノート」の作成業務。2003年度から組織的に行われていたという。総額は約700万円。市は、複数の職員が認めたことを受け、北海道警察に相談した。